# Anna-Maria Johansson
Lilian Anna-Maria Johansson, född 15 februari 1982 i Grava församling, är en svensk före detta handbollsspelare. Hon är vänsterhänt och spelade i anfall som högernia.

## Karriär

### Klubblagsspel
Hennes moderklubb var Skåre HK som hon spelade för till hon var 14 år.Hon spelade sedan i IF Hellton Värmlands bästa klubb innan hon gick till IFK Örebro där hon tränades av Malin Lake.  Hon slutade med tidigare huvudsporten fotboll och satsade på handboll. 21 år gammal debuterade hon i Skövde HF. Där fick hon uppleva ett flertal SM-finaler som klubben förlorade till IK Sävehof. 2008 lyckades Anna Maria Johansson vinna sitt SM-guld. Nu lockade en proffskarriär och resan gick till FOX Frederikshavn. Den klubben spelade inte i danska högstaligan och drabbades året efter av ekonomiska svårigheter. Anna Maria Johansson valde istället Team Esbjerg  på Jyllands västkust. Hon spelade där i två säsonger innan hon återvände till Skövde HF 2011. Hon skrev på ett proffskontrakt våren 2012 med franska Metz men fick bryta det då hon var gravid. Efter OS, där hon spelade gravid, och efteråt födde hon flickan Agnes 2012. 2013 i april gjorde hon comeback i Skövde HF efter barnafödseln. 2015 var ett bra år i elitserien för Johansson.I slutspelet slog Skövde ut Lugi med 3-2 i matcher och i semifinalen mot Sävehof tog Skövde ledningen med 2-0 innan Sävehof lyckades vända till 3-2. Efter ytterligare en säsong slutar hon 2016 med handboll 34 år gammal.

### Landslagsspel
Hon debuterade i landslaget 2009 i World Cup, 27 år gammal. 2010 mästerskapsdebuterade hon i EM i Norge/Danmark och vann en silvermedalj med svenska landslaget. Hon var en avgörande spelare då Sverige besegrade Ungern 2010. Hon spelade sedan VM 2011, EM 2012, OS 2012, EM 2014 och avslutade med VM 2015, sammanlagt 6 mästerskap och 94 landskamper.

### Privatliv
Johansson är gymnasielärare i idrott och ekonomi.